# Зільбіц
Зільбіц (нім. Silbitz) — громада в Німеччині, розташована в землі Тюрингія. Входить до складу району Заале-Гольцланд. Складова частина об'єднання громад Гайделанд-Ельстерталь-Шкелен.
Площа — 11,18 км2. Населення становить 627 ос. (станом на 31 грудня 2021).